# Trutień
Trutień (ros. Трутень) – rosyjski periodyk powstały w XVIII wieku, gdy cesarzowa Katarzyna II, po założeniu własnego tygodnika „Wsiakaja wsiaczina” (1769), zachęciła intelektualistów do podobnych działań dziennikarskich. Pismo „Trutień”, które założył Nikołaj Nowikow, było jednak zwrócone przeciw carycy, co spowodowało różnorakie represje.